# Alpina hirtata
Alpina hirtata là một loài bướm đêm trong họ Geometridae.